# 322
Het jaar 322 is het 22e jaar in de 4e eeuw volgens de christelijke jaartelling.

## Gebeurtenissen

### Europa
- Keizer Constantijn de Grote resideert in Thessalonica, hij mobiliseert het leger en maakt plannen voor een veldtocht tegen Licinius. De spanningen lopen hoog op, vanwege de christenvervolgingen in het Oost-Romeinse Rijk.

### China
- Voor het eerst is er bewijs uit een Jin-graf dat de stijgbeugel niet slechts bij het opstijgen, maar ook gedurende de rit gebruikt wordt.

## Overleden
- Jin Yuandi, keizer van het Chinese Keizerrijk